# Pałac Pelișor
Pałac Pelișor (rum. Castelul Pelișor) - pałac znajdujący się w rumuńskiej miejscowości Sinaia, będący częścią tego samego kompleksu co pałac Peleș. Zbudowany został w latach 1899–1903 z polecenia króla Karola I dla jego bratanka i następcy Ferdynanda z małżonką. 
Zaprojektował go czeski architekt Karel Liman w stylu Art Nouveau, a meble i wystrój wnętrz zostały zaprojektowane przez wiedeńczyka Bernharda Ludwiga. Pelișor posiada 99 pokoi, a jednym z najciekawszych jest Złota Sypialnia, wykonana według planów królowej Marii. Również część innych pokoi i elementów wyposażenia powstało pod wpływem królowej w stylu secesyjnym z elementami celtyckimi i bizantyjskimi.
Pałac został znacjonalizowany przez władze komunistyczne po wymuszonej abdykacji ostatniego rumuńskiego króla i wprowadzeniu republiki. W 2006 odzyskała go rumuńska rodzina królewska - nie został on z powrotem sprzedany państwu, jak Peleș, ale nadal pozostaje w jej rękach. Można go jednak zwiedzać.